# Ion Mărilă
Ion Mărilă (n. 12 iunie 1883, Reșița Română - d. 12 august 1933, Lugoj) a fost un deputat în Marea Adunare Națională de la Alba Iulia, organismul legislativ reprezentativ al „tuturor românilor din Transilvania, Banat și Țara Ungurească”, cel care a adoptat hotărârea privind Unirea Transilvaniei cu România, la 1 decembrie 1918.:p. 77

## Biografie
Ion Mărilă a urmat studiile la Institutul Pedagogic din Caransebeș devenind mai apoi învățător în satul natal, colaborând în același  timp la gazeta Drapelul. În anul 1907 a preluat conducerea artistică a Reuniunii de cântare, lectură și muzică. A fost și revizor școlar al județului Caraș-Severin. În urma tuturor acestor activități, Ion Mărilă își găsește sfârșitul la data de 12 august 1933 în orașul Lugoj.

## Activitatea politică
A participat ca delegat al Reuniunii de cântări și muzică a plugarilor din Reșița Română, județul Caraș-Severin la Marea Adunare Națională a românilor de la 1 decembrie 1918.:p. 154

## Decorații
Activitatea sa de peste 30 de ani în cadrul învățământului a fost răsplătită prin acordarea decorației Răsplata muncii. De asemenea, a fost posesor al Coroanei României în gradul de cavaler.:p. 154